# Boulay-les-Ifs
Boulay-les-Ifs település Franciaországban, Mayenne megyében. Lakosainak száma 136 fő (2022. január 1.). Boulay-les-Ifs Champfrémont, Pré-en-Pail-Saint-Samson és Saint-Pierre-des-Nids községekkel határos.

## Népesség
A település népességének változása:
| Lakosok száma | 177  | 160  | 131  | 164  | 170  | 172  | 156  | 143  | 139  | 136  |
|               | 1968 | 1982 | 1990 | 2006 | 2013 | 2015 | 2017 | 2019 | 2020 | 2022 |